# Skansen (przystanek kolejowy)
Skansen – kolejowy przystanek osobowy w Skansen, w regionie Trøndelag w Norwegii, jest oddalony od Trondheim o 1,20 km i 551,67 km od Oslo. Leży na wysokości 5 m n.p.m.

## Ruch pasażerski
Należy do linii Dovrebanen, Jest elementem kolei aglomeracyjnej w Trondheim i obsługuje lokalny ruch do Trondheim S i Steinkjer. Jest jednym z końcowych przystanków kolei aglomeracyjnej. W ciągu dnia odchodzi stąd ok. 50 pociągów.

## Obsługa pasażerów
Wiata. Odprawa podróżnych odbywa się w pociągu.